# Терешки (зупинний пункт)
Терешки́ — пасажирський залізничний зупинний пункт Полтавської дирекції Південної залізниці на лінії Полтава-Південна — Кременчук. Розташований за 4 км від станції Полтава-Південна, на південній околиці села Терешки Полтавського району Полтавської області. Зупинний пункт прилягає до залізничного переїзду на автошляху з Терешків до Полтави.

## Історія
2009 року на зупинному пункті Терешки проведена капітальна модернізація колії та споруджені нові платформи. У 2010 році, в рамках електрифікації дільниці Полтава-Південна — Кременчук, встановлені опори контактної мережі. 
28 жовтня 2010 року відкрито електрифіковану дільницю Полтава-Південна — Мала Перещепинська.

## Пасажирське сполучення
Приміське сполучення здійснюється поїздами напрямку Полтава-Південна — Кременчук.